# Partidul Bharatiya Janata
Partidul Bharatiya Janata (în hindi भारतीय जनता पार्टी; pronunțat [bʱaːɾət̪iːjə dʒənət̪aː paːrtiː] ⓘ; în traducere literală, Partidul Poporului Indian; abr. BJP) este unul dintre cele două partide politice majore din India, împreună cu Congresul Național Indian. Este partidul politic la guvernare al Republicii India din 2014, sub prim-ministrul său, Narendra Modi. BJP este un partid de dreapta, iar politica sa a reflectat istoric pozițiile naționaliste hinduse. Are legături ideologice și organizaționale strânse cu mult mai vechiul Rashtriya Swayamsevak Sangh (RSS). Începând cu 17 februarie 2022 este cel mai mare partid politic al țării în ceea ce privește reprezentarea în parlamentul național și parlamentele statale.